# El Asintal
El Asintal est une ville du Guatemala dans le département de Retalhuleu.